# Escut de Terrateig
L'escut de Terrateig és un símbol representatiu oficial del municipi valencià de Terrateig (la Vall d'Albaida). Té el següent blasonament:
| « | Escut quadrilong de punta redona, truncat. Al primer quarter, en camp de gules, un llibre obert d'or amb la màxima Timete Deum. Al segon, quarterat en creu: primer i quart d'or, dos pals de sable; segon, de sinople; tercer, de sable, quatre faixes d'or. Per timbre, una corona reial oberta. | » |

## Història
Resolució del 18 de gener de 1999, del conseller de Presidència. Publicat en el DOGV núm. 3.444, de l'1 de març de 1999.
El llibre és el senyal de sant Vicent Ferrer, patró del poble, representat habitualment amb un llibre obert amb la llegenda «Timete Deum et date illi honorem»; segons la tradició, el sant va passar la nit al palau dels barons durant els seus viatges d'evangelització per la Vall d'Albaida. A sota, les armories dels Bellvís, barons de Terrateig a partir del segle xiv.